# Jaime Perczyk
Jaime Perczyk (21 de janeiro de 1964) é um educador e político argentino. Especialista em Ciências Sociais e Humanidades, trabalhou como secretário de políticas universitárias no Ministério de Educação da Argentina entre 2019 a 2021, foi reitor (em uso de licença) da Universidade Nacional de Hurlingham (UNAHUR) entre 2015 e 2019. Entre 2018 e 2019 foi vice-presidente e depois presidente do Conselho Interuniversitario Nacional (CIN). No dia 20 de setembro de 2021 foi escalado ministro do Ministério de Educação da Nação no governo Alberto Fernández.
Anteriormente foi chefe de conselheiros de gabinete do ministro de Educação Alberto Sileoni (2009-2011), diretor nacional de Políticas Socioeducativas (2007-2009). É especialista em ciências sociais e humanidades pela Universidade de Quilmes (2010), licenciado em educação física pela Universidade Nacional de Luján (2000) e professor nacional de educação física por Instituto Nacional de Educação Física “Prof. Federico W. Dickens” (1989). Atualmente cursa um mestrado em Ciências Sociais e Humanidades menção política e gestão pública (Universidade Nacional de Quilmes) e um outro mestrado em Política e Gestão da Educação (Universidade Nacional de Luján). Em seus mais de vinte e cinco anos de carreira, tem desenvolvido uma intensa atividade docente em educação inicial, primária, secundária e não formal. Também foi vice-presidente do Diretório de Educ.ar.